# Palais Algarotti-Corniani
Le palais Algarotti Corniani ou Corniani degli Algarotti ou simplement Algarotti est un palais de Venise, dans le sestiere de Cannaregio (N.A.5356).